# Лариска и Тирнавска епархия
Лариската и Тирнавска епархия (на гръцки: Ιερά Μητρόπολις Λαρίσης και Τυρνάβου) е епархия на Църквата на Гърция със седалище в Лариса. По всяка вероятност това е най-старият църковен диоцез на територията на Гърция.
Епископът на Лариса е отбелязан в списъците на Първия вселенски събор в Никея през 325 година, а първите сведения са че титулът съществува от 4 ноември 324 година.
На Третия вселенски събор в Ефес през 431 година епископът на Лариса е вече споменат като митрополит на Тесалия с местни наместници и епископи във Фарсала, Ламия, тесалийска Тива, Ехинос, Ипати, Кесария и Деметриада. В периода между 730 и 751 година църквата в Тесалия е част от Илирик и е под юрисдикцията на папата в Рим, след което е върната в диоцеза на Константинополската патриаршия.
В периода от средата на VIII век до началото на X век митрополитът на Лариса има десет местни наместници и те са в Деметриада, Фарсала, Домокос, Зейтуни, Езерос (Ксиниада), Лидорики (западно от Амфиса), Трики, Ехинос, Колидрос и Стаги. От началото на X век долината на Сперхей с Фтиотида са отделени в самостоятелна митрополия, като Фарсалската епархия е подигната в ранг до автономна архиепископия. От 1020 година Стаги е епархия на Охридската архиепископия.
През 1175 година при управлението на император Мануил I Комнин тесалийските епархии броят 28. По време на Солунското кралство Тесалия има вече римокатолически митрополит.
От 1391 година до 1739 година Лариса не е митрополитски център за сметка на седалището на Османска Тесалия – Трикала. В 1739 година Трикийската епископия е възстановена, а катедрата на митрополията върната в Лариса. От 1734 година епархията носи името Лариска и Тирнавска.
През 1881 година, Тесалия е отстъпена на Гърция. През 1900 година епархиите на Фарсала и Платамон се обединени с тази на Лариса под името Лариска и Платамонска митрополия. От 1970 година епархията носи сегашното си име.
Лариса с дицеза си е покровителствана от първия си епископ Ахил Лариски, чийто мощи са били пренесени от цар Самуил на остров Свети Ахил.

## Предстоятели
| Име      | Име                    | Управление                                                               | Бележка                               | Години            |
| -------- | ---------------------- | ------------------------------------------------------------------------ | ------------------------------------- | ----------------- |
| Дионисий | Διονύσιος ο Φιλόσοφος  | 1592 – 1600                                                              |                                       |                   |
| Григорий | Γρηγόριος              | ~1639                                                                    |                                       |                   |
| Поликарп | Πολύκαρπος             |                                                                          |                                       |                   |
| Мелетий  | Μελέτιος               | 1768 - 25 юли 1792                                                       | от по-рано драчки м., подал оставка   | ? - 1795          |
| Дионисий | Μελέτιος               | юли 1792 - септември 1803                                                | в ефески м.                           | около 1750 - 1821 |
| Рафаил   | Ραφαήλ                 | септември 1803 - 8 април 1808                                            | от иконийски м., подал оставка        |                   |
| Гавриил  | Γαβριήλ Γιάγκας        | септември 1806 – октомври 1810                                           | от гревенски м., в янински м.         |                   |
| Дамаскин | Δαμασκηνός             | ноември 1810 – януари 1822 †                                             | от фанарофарсалски м.                 |                   |
| Мелетий  | Μελέτιος               | март 1822 – септември 1835                                               | по-късно софийски м.                  |                   |
| Антим    | Άνθιμος Ταμβάκης       | септември 1835 – август 1837                                             | от иконийски м., в никомидийски м.    |                   |
| Ананий   | Ανανίας                | 25 август 1837 – 14 ноември 1853                                         | от рашко-призренски м.                |                   |
| Стефан   | Στέφανος               | избран на 16 ноември 1853, ръкоположен на 18 ноември 1853 – април 1870 † | от велик архидякон                    |                   |
| Доротей  | Δωρόθεος               | 2 април 1870 – 25 ноември 1870                                           | от димитриадски м., подал оставка     |                   |
| Йоаким   | Ιωακείμ Κρουσουλούδης  | 26 ноември 1870 – 8 август 1875                                          | в деркоски м.                         |                   |
| Неофит   | Νεόφυτος Πετρίδης      | 8 август 1875 – 19 септември 1896 †                                      | от серски м.                          |                   |
| Амвросий | Αμβρόσιος Κασσαράς     | януари 1900 – 1910                                                       | от платамонски е.                     |                   |
| Арсений  | Αρσένιος Αφεντούλης    | 1914 – 26 декември 1934 †                                                | от струмишки м.                       |                   |
| Доротей  | Δωρόθεος Κοτταράς      | 15 януари 1935 – 1 април 1956                                            | от китирски м., в атински и гръцки а. |                   |
| Димитрий | Δημήτριος Θεοδόσης     | 18 април 1956 – 25 март 1959 †                                           | от гитийски и итилски м.              |                   |
| Яков     | Ιάκωβος Σχίζας         | 1960 – 1968                                                              |                                       |                   |
| Теолог   | Θεολόγος Πασχαλίδης    | 1968 – 1974                                                              |                                       |                   |
| Серафим  | Σεραφείμ Ορφανός       | 1974 – 13 септември 1989 †                                               |                                       |                   |
| Димитрий | Ιωάννης Μπεκιάρης      | 1989 – 1991                                                              |                                       |                   |
| Игнатий  | Ιγνάτιος Λάππας        | 1994 – 26 юни 2018 †                                                     |                                       |                   |
| Йероним  | Ιερώνυμος Νικολόπουλος | 7 октомври 2018                                                          |                                       |                   |